# Celleporina fragilis
Celleporina fragilis är en mossdjursart som beskrevs av Aristegui 1989. Celleporina fragilis ingår i släktet Celleporina och familjen Celleporidae. Inga underarter finns listade i Catalogue of Life.